# Josep Roca-Pons
Josep Roca i Pons (* 12. Dezember 1914 in Barcelona; † 28. August 2000 in Sant Pere de Ribes) war ein spanischer Romanist, Hispanist und Katalanist, der in den Vereinigten Staaten wirkte.

## Leben und Werk
Roca-Pons studierte an der Universität Barcelona, schloss 1935 Rechtswissenschaft ab, sowie 1941 Romanische Philologie, und wurde 1953 promoviert mit der Dissertation Estudios sobre perífrasis verbales del español (Madrid 1958, Menéndez-Pelayo-Preis des Consejo Superior de Investigaciones Científicas). Er ging 1955 an die Universidad de Oriente in Santiago de Cuba und 1958 an die Indiana University Bloomington. Dort lehrte er bis zu seiner Emeritierung 1981 Spanisch und Katalanisch. Dann verbrachte er seinen Lebensabend in Sitges. Er war 1978 Mitbegründer und erster Präsident der Nordamerikanisch-katalanischen Gesellschaft sowie 1986 der Zeitschrift Catalan Review. International journal of Catalan culture. Roca-Pons war Mitglied des Institut d’Estudis Catalans (1988).

## Weitere Werke
- Introducción a la gramática, Barcelona 1960, 6. Auflage 1985 (Vorwort von Antoni Maria Badia i Margarit)
- Introducció a l'estudi de la llengua catalana, Barcelona 1971
- (mit Pere Julià) El lenguage, Barcelona 1973, 4. Auflage 1982 (nach Joseph Vendryes, Le langage)
- Introduction to Catalan Literature, Bloomington 1977
- (Hrsg.) Homenaje a Don Agapito Rey. Trabajos publicados en su honor, Bloomington 1980
- Estudios sobre perífrasis verbales del español. C.S.I.C., Madrid 1958.
- El aspecto verbal en español. Linguistica Antwerpiensia, 2, 1968, S. 385–399.